# Gabriel Escobar
Gabriel Escobar Mascuñano (* 22. Juli 1996 in Madrid) ist ein spanischer Boxer im Fliegengewicht.

## Karriere
Gabriel Escobar ist 1,61 m groß und Rechtsausleger. Er begann 2006 mit dem Boxen und trainiert im Boxclub Tristan unter Jose Manuel Tristan. Er wurde 2013 und 2014 spanischer Jugendmeister und schlug dabei unter anderem José Quiles und zweimal Samuel Carmona. Zudem war er Teilnehmer der Jugend-Europameisterschaften 2014 in Kroatien und der Jugend-Weltmeisterschaften 2014 in Bulgarien.
Bei den Erwachsenen wurde er 2016 spanischer Meister und gewann das Bocskai-Turnier in Ungarn mit Siegen gegen Jack Bateson, Elie Konki und Iljas Süleimenow. Bei der europäischen Olympiaqualifikation 2016 in der Türkei schied er jedoch im Achtelfinale gegen Awtandil Tschubabria aus.
2017 und 2018 gewann er jeweils die Silbermedaille bei den U22-Europameisterschaften in Rumänien. Er verlor dabei in beiden Finalkämpfen gegen Daniel Assenow. Bei den Europameisterschaften 2017 in der Ukraine verlor er erst im Viertelfinale gegen Brendan Irvine und war damit für die Weltmeisterschaften 2017 in Deutschland qualifiziert. Dort besiegte er Hamza Touba und David Alaverdian, ehe er im Viertelfinale gegen Yosvany Veitía ausschied.
Im Mai 2018 gewann er mit einem Finalsieg gegen Hu Jianguan das Box-Am-Turnier in Spanien. Zudem gewann er die Goldmedaille bei den Mittelmeerspielen 2018 und den EU-Meisterschaften 2018. Er besiegte in den beiden Turnieren Batuhan Çiftçi, Dušan Janjić, Hussein Al-Masri, Billal Bennama, Nodari Darbaidze und Will Cawley.
2019 gewann er die Europaspiele in Minsk und schlug diesmal im Finalkampf Daniel Assenow. Im Februar 2021 gewann er erneut das Bocskai-Turnier in Ungarn und besiegte dabei Federico Serra, Nándor Csóka und Mohamed Flissi.
Im Juni 2021 erreichte er den dritten Platz bei der europäischen Olympiaqualifikation in Paris. Nach Siegen gegen Dmytro Samotajew und Brendan Irvine schied er im Halbfinale gegen Billal Bennama aus.
Bei den 2021 in Tokio ausgetragenen Olympischen Spielen besiegte er Ramón Quiroga und Daniel Assenow, ehe er im Viertelfinale gegen Säken Bibossynow ausschied. Im selben Jahr startete er auch noch bei den Weltmeisterschaften in Belgrad, wo er erneut Daniel Assenow besiegte, ehe er im zweiten Kampf gegen Yoel Finol mit 2:3 ausschied.
Bei der Europameisterschaft 2022 in Jerewan schied er gegen Dylan Eagleson aus.

### World Series of Boxing
Seit 2018 boxt Escobar für das französische Team Fighting Roosters in der World Series of Boxing (WSB) und gewann bisher zwei Kämpfe gegen Vincenzo Picardi von Italia Thunder und Jorge Grinan von Cuba Domadores.